# 1025
1025 (MXXV) var ett normalår som började en fredag i den julianska kalendern.

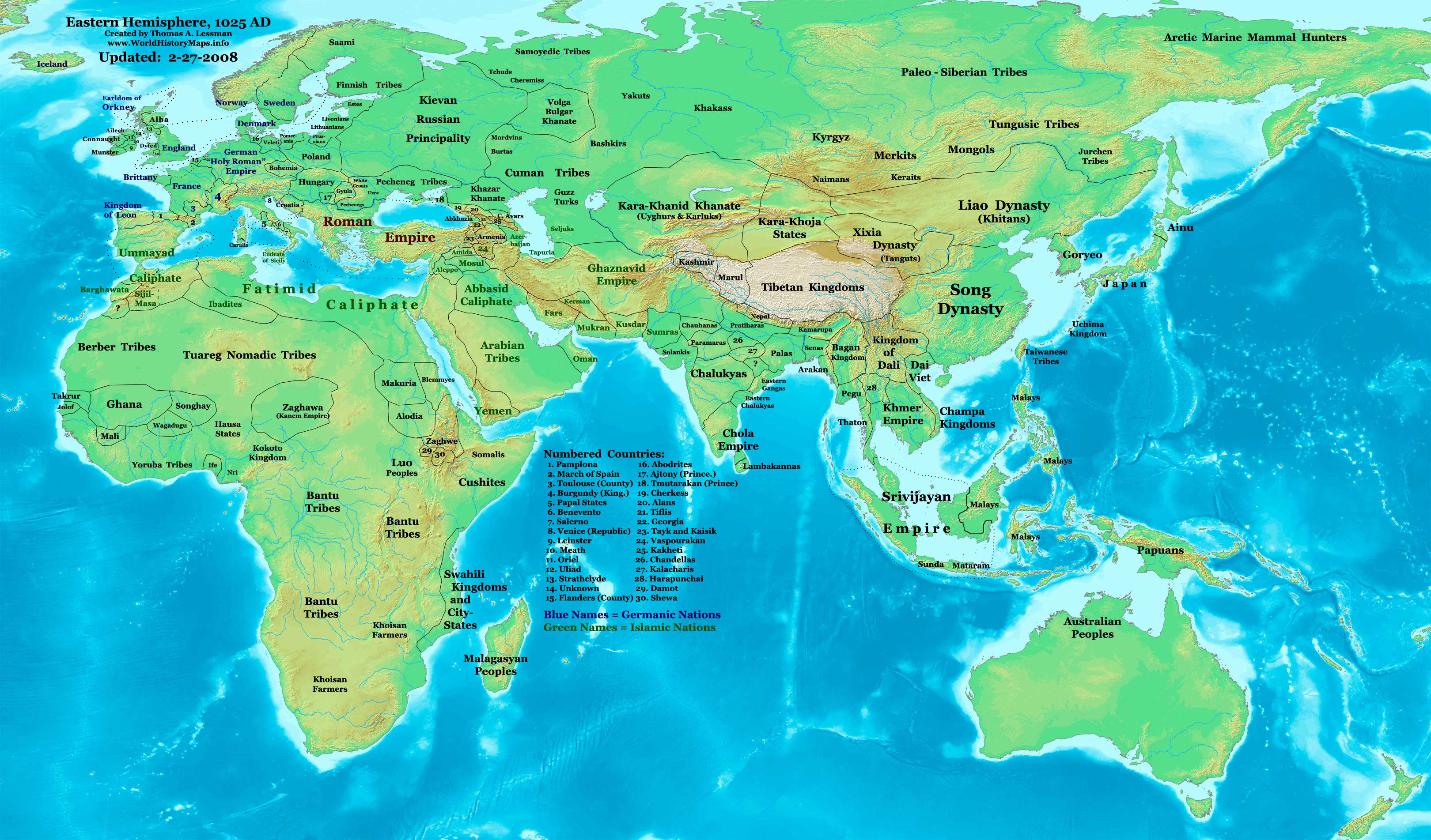
Gamla världen år 1025.

## Händelser

### Okänt datum
- Boleslav I kröns till Polens förste kung.
- Srivijaya, ett delvis buddhistiskt rike på Sumatra plundras av pirater från Cholaregionen i södra Indien. Riket överlever men minskar i betydelse.
- Zoë blir bysantinsk kejsarinna.
- Söderalaflöjeln tillverkas.

## Födda
- Agnes de Poitou, tysk-romersk kejsarinna.
- Clemens III, född Guibert, motpåve 25 juni 1080 och 1084–1100 (född omkring detta år).
- Go-Reizei, kejsare av Japan.
- Elisabet av Kiev, drottning av Norge 1047–1066, gift med Harald Hårdråde (född omkring detta år).
- Anna Dalassene, bysantinsk regent.

## Avlidna
- 5 december – Basileios II, bysantinsk kejsare 976-1025.
- Boleslav I, kung av Polen.